# جیکوب شیلکوف
جیکوب شیلکوف (انگلیسی: Jacob F. Schoellkopf; ۱۵ نوامبر ۱۸۱۹ – ۱۵ سپتامبر ۱۸۹۹) کارآفرین اهل ایالات متحده آمریکا بود.

## اوایل زندگی
وی در ۱۵ نوامبر ۱۸۱۹ در کیرشهایم اونتر تک به دنیا آمد.